# Playa Carrión (Los Alcázares)
La playa de Carrión se encuentra en el municipio de Los Alcázares, en la Región de Murcia, a la orilla del Mar Menor. Es una playa urbana dotada de servicios que se extiende entre las calles de José Fontes y Telégrafos. Dispone de calificación de calidad turística desde 2007.
A lo largo de su paseo se puede encontrar el monolito conmemorativo realizado con motivo de la segregación del municipio de Torre Pacheco y San Javier en 1983, que marca el límite que mantenían ambos municipios. Se encuentra entre la playa de Manzanares y la playa de la Concha.
Esta playa urbana dispone de iluminación nocturna, aparcabicicletas y equipamientos especiales para discapacitados, así como chiringuitos.